# 中山大学学生会职称事件
中山大学学生会职称事件，是发生于2018年7月的一起公共舆论事件。中山大学的主要学生组织“中山大学学生会”于2018年7月20日公布换届后的学生干部名单，在部分职务后特别标注“正部长级”或“副部长级”，由此引发中国社会对于学生会官僚化的讨论。

## 背景
中山大学学生会是中山大学主要的学生组织，由中国共产党中山大学委员会领导、并委托共青团中山大学委员会管理。由于中山大学校区众多且分散，时有广州校区南校园、广州校区北校园、广州校区东校园和珠海校区四个校区，中山大学学生会在四个校区分别设有四个分会，分别设有一套职能部门并彼此独立运作。但是，各个校区学生会分会的学生干部名单，统一以“中山大学学生会”的名义聘用和任命。

## 经过
中山大学学生会于2018年7月20日公布换届后的干部名单，其中有部分职务特别标示“正部长级”还是“副部长级”，被部分网友质疑如同公务员级别，是“形式主义”和“官僚主义”，“官迷从小培养”是对大学精神的讽刺；亦有网友认爲这种标示只是爲了方便管理，而且学生会本身设有各个组成部门，称呼其为部长级没有问题，社会不应该自动联想到公务员制度。不过，随着质疑文章在微信公众号和微博的广泛转发，中山大学学生会撤下公告，并于翌日承认在公告中“错误使用了级别的表述”、“将认真反思、改正和完善自身工作，感谢各界的关心、批评和帮助”。中国共产党中央纪律检查委员会网站亦罕见发文批评事件，指“大学裡的这种歪风早该刹一刹了，否则学生会干部迟早会成为一个人职业生涯的负资产”，但是也称“对青年来说，犯错误是不可避免的，也并不可怕，能够认识并改正错误，就是好事情”，呼吁网民不要因此事对学生会过度追究。